# Jay Brazeau
Pour les articles homonymes, voir Brazeau.
Jay Brazeau est un acteur, scénariste et compositeur australien-canadien, né le 22 décembre 1953 à Gold Coast (Australie).

## Filmographie

### Acteur
- 1975 : The Melting Pot
- 1979 : Getting Started (voix)
- 1979 : Tudor King
- 1985 : Get a Job (en) (voix)
- 1985 : Le P'tit Chaos (The Big Snit)
- 1985 : Brotherly Love (TV) : Dr Hollis
- 1986 : Hero in the Family (TV) : Zoo Guard
- 1987 : Backfire : Junior
- 1988-1990 : MacGyver
  - (saison 3, épisode 11 "Ultime expérience") : Colonel Phelps
  - (saison 6, épisode 3 "L'arme maudite") : Zamora
- 1988 : The Red Spider (TV) : Epstein
- 1989 : Nous ne sommes pas des anges (We're No Angels) : Sheriff
- 1989 : Unsub : Détective Burns
- 1990 : Cadence : Mr. Vito
- 1990 : Angel Square : Voice
- 1990 : Short Time : Cop
- 1990 : « Il » est revenu (It) (TV) : Taxi Driver
- 1991 : Lost in the Barrens II: The Curse of the Viking Grave (TV) : Big Nose
- 1991 : Showdown at Williams Creek : Pig Man
- 1991 : The Grocer's Wife : Barber
- 1991 : Blood River (TV) : Hotchner
- 1991 : Bucky O'Hare and the Toad Wars (série télévisée) : Additional Voices (voix)
- 1992 : Le Meurtrier de l'Illinois (To Catch a Killer) (TV) : Jake Burns
- 1992 : The Comrades of Summer (TV) : Tom
- 1992 : Cafe Romeo : The Dean
- 1992 : North of Pittsburgh : Leon
- 1993 : The Diary of Evelyn Lau (TV) : Dr Hightower
- 1993 : The Diviners (TV) : Gus
- 1993 : Parents coupables (Without a Kiss Goodbye) (TV) : Dr Spooner
- 1993 : Pauvre Emily (Born Too Soon) (TV) : Dr Wolf
- 1993 : For the Love of My Child: The Anissa Ayala Story (TV) : Dr M. Shapiro
- 1993 : Hurricanes (série télévisée) : Stavros Garkos (voix)
- 1993 : Rasta Rockett (Cool Runnings) : Kroychzech
- 1994 : Intersection : Businessman
- 1994 : Tears and Laughter: The Joan and Melissa Rivers Story (TV) : Shrink
- 1994 : André, mon meilleur copain : Griff Armstrong
- 1994 : Les Quatre Filles du docteur March (Little Women) : Dashwood
- 1994 : X-Files (épisode Coma) : le docteur Daly
- 1995 : Live Bait : Uncle Don
- 1995 : Mega Man (série télévisée) : Bright Man, Needle Man (voix)
- 1995 : Ernest le champion (Slam Dunk Ernest) (vidéo) : Mr. Zamiel Moloch
- 1995 : Malicious de Ian Corson : Orderly
- 1995 : Sliders (TV) : KGB Colonel
- 1995 : Amy et Johnny (Johnny's Girl) (TV) : Tony Cozart
- 1995 : The Ranger, the Cook and a Hole in the Sky (TV) : Doc Riley
- 1995 : Dream Man (vidéo) : Sgt. Abe Foreman
- 1995 : A Dream Is a Wish Your Heart Makes: The Annette Funicello Story (TV) : Uncle Pete
- 1995 : Gold Diggers: The Secret of Bear Mountain : Everett Graham
- 1995 : Bye Bye Birdie (TV) : Mayor
- 1996 : Rudy et son double (Prisoner of Zenda, Inc.) (TV) : Professor Wooley
- 1996 : Urban Safari : Carl
- 1996 : La Salla : Baritone (voix)
- 1996 : Kissed : Mr. Wallis, Mortician
- 1997 : Trucks : Les Camions de l'enfer (TV) : Jack
- 1997 : Mummies Alive! (en) (série télévisée) : Additional Voices (voix)
- 1997 : O Canada (en) (série télévisée) (voix)
- 1997 : Dead Man's Gun (TV) : Dobbs (segment The Great McDonacle)
- 1997 : Les Guerriers de la vertu (Warriors of Virtue) : Willy Beest (voix)
- 1997 : Air Bud : Buddy star des paniers (Air Bud) : Referee #1
- 1997 : Les Sourdoués (Masterminds) : Eliot
- 1997 : Kitchen Party : Fred
- 1997 : L'Associé du diable (The Advocate's Devil) (TV)
- 1997 : Stargate SG-1 (TV) : Harlan (épisode 1.18)
- 1998 : Cold Squad (TV) : Sam Fisher
- 1998 : Mummies Alive! The Legend Begins (en) (vidéo) : Additional Voices (voix)
- 1998 : The Animated Adventures of Tom Sawyer (vidéo) : Muff Potter (voix)
- 1998 : Comportements troublants (Disturbing Behavior) : Principal Weathers
- 1998 : Parrain malgré lui (Hoods) : Johnny
- 1998 : Air Bud 2 (Air Bud: Golden Receiver) : Official
- 1999 : Noroc : Charlie
- 1999 : Better Than Chocolate : Mr. L.B. Marcus, Canada Customs
- 1999 : Sabrina the Animated Series (série télévisée) : Uncle Quigley (voix)
- 1999 : La neige tombait sur les cèdres (Snow Falling on Cedars) : Reporter
- 1999 : Double Jeu (Double Jeopardy) : Bobby Long
- 2000 : Air Bud 3 (Air Bud: World Pup) (vidéo) : Referee #1
- 2000 : Generation O! (série télévisée) : Col. Bob (voix)
- 2000 : Drôles d'espionnes! (My Mother, the Spy) (TV) : George Trumbell
- 2000 : Turbulences 2 (Fear of Flying) : Harold
- 2000 : 2gether (TV) : Billy Fullerton
- 2000 : MVP: Most Valuable Primate : Harry
- 2000 : Suspicious River : Suitcase man
- 2000 : Bêtes de scène (Best in Show), de Christopher Guest : Dr Chuck Nelken
- 2000 : Comment tuer le chien de son voisin (How to Kill Your Neighbor's Dog) : Proctologist
- 2000 : What Else Have You Got? : Producer
- 2000 : Middlemen : Truscott
- 2000 : Murder at the Cannes Film Festival (TV) : Mitch Borelli
- 2001 : Folles de lui (Head Over Heels) : Halloran / Vadeem Strukov
- 2001 : L'Odyssée fantastique (Voyage of the Unicorn) (TV) : Mage
- 2001 : Last Wedding : Noah's Father
- 2001 : Sitting Ducks (série télévisée) : Waddle / Alligator (voix)
- 2001 : La Robe de mariée (The Wedding Dress) (TV) : Art Panner
- 2001 : Tequila rapido (The Shipment) : Marty
- 2001 : L'Aventurier du grand nord (Kevin of the North) : Mr. Riskind
- 2002 : Society's Child (TV) : Dr Stone
- 2002 : Chiens des neiges (Snow Dogs) : Arctic Challenge Race Official #2
- 2002 : Un chien du tonnerre (Air Bud: Seventh Inning Fetch) (vidéo) : Professor Siles
- 2002 : Apparitions (Living with the Dead) (TV) : Psychiatrist
- 2002 : Insomnia : Francis
- 2002 : K-9: P.I. (vidéo) : Dr Tilley
- 2002 : Sabrina the Teenage Witch in Friends Forever (TV) : Uncle Eustace (voix)
- 2002 : Disparition (Taken) (feuilleton TV) : 'Doc', Local Alaskan Doctor
- 2002 : Saint Sinner (TV) : Abbot
- 2002 : Le Peuple des ténèbres (They) : Dr Booth
- 2002 : Opération antisèche (Cheats) : Dr Fox
- 2003 : Ivresse et Conséquences (A Guy Thing) : Howard
- 2003 : House of the Dead : Captain
- 2003 : The Stranger Beside Me (TV)
- 2003 : Casanova at Fifty : Morris Casanova
- 2003 : Spook : The Big Boss
- 2003 : Exchange : Professor P.J. MacAdam
- 2003 : Moving Malcolm : George Maxwell
- 2004 : Les Notes parfaites (The Perfect Score) : Test Instructor
- 2004 : The Truth About Miranda : M.. Merkin
- 2004 : Canadian Pie (Going the Distance) : Store Clerk
- 2001 : Les Jumeaux Barjos (série TV) : M.. Pretty (2004-) (voix)
- 2005 : Stargate Atlantis (série TV) : le Protecteur (saison 2, épisode 15)
- 2006 : Presumed Dead (TV) : Professor Dunnigan
- 2006 : Héritage criminel (Murder on Spec) (TV) : Harry
- 2007 : Mon bébé a disparu (My Baby Is Missing) (TV) : Dolan Severs
- 2008 : Far Cry : Ralph
- 2009 : Hulk Vs (anime vidéo) : Volstagg  (voix)
- 2012 : Les Chiots Noël, la relève est arrivée (Santa Paws 2 : The Santa Pups) : le juge
- 2013 : Mauvaise Influence (A Mother's Nightmare) (TV) : Donald Mojan
- 2014 : Barbie et la Porte secrète (Barbie and the Secret Door) : Mr. Primrose
- 2017 : Le Chemin du pardon (The Shack) de Stuart Hazeldine : Tony
- 2020 : Deux stars pour Noël (Good Morning Christmas!) de Paul Ziller (TV) : Stan Roman
- 2020 : Une famille cinq étoiles pour Noël (Five Star Christmas) de Christie Will Wolf (TV) : Walter Ralston

### Scénariste
- 1985 : Get a Job (en)

### Compositeur
- 1985 : Get a Job (en)
- 1997 : O Canada (en) (série télévisée)